# Sri-lankische Badmintonmeisterschaft 1962
Die Sri-lankische Badmintonmeisterschaft 1962 war die zehnte Austragung der nationalen Titelkämpfe im Badminton in Sri Lanka. Sie fand in Colombo statt.

## Sieger und Finalisten
| Disziplin    | Gold                                | Silber                                  |
| ------------ | ----------------------------------- | --------------------------------------- |
| Herreneinzel | Nagalingam Rasalingam               | L. R. Ariyananda                        |
| Dameneinzel  | Harriet Senaratne                   | Gwynette de Zilwa                       |
| Herrendoppel | Sam Chandrasena V. Sriskandarajah   | Nagalingam Rasalingam Gerry Chandrasena |
| Damendoppel  | Harriet Senaratne Gwynette de Zilwa | Nanda Wijesekera Namal de Silva         |
| Mixed        | Ranjith de Silva Myrna Berenger     | Nagalingam Rasalingam Lucky Dharmasena  |